# Torsken
Torsken (samisch Doaskku, dt. „Der Dorsch“) ist eine ehemalige Kommune im nord-norwegischen Fylke (Provinz) Troms. Im Rahmen der Kommunalreform in Norwegen ging Torsken in die neu geschaffene Kommune Senja über.
Der größte Ort der Gemeinde ist das Fischerdorf Gryllefjord, gefolgt von der namensgebenden Siedlung Torsken. Die Kirche Torskens wurde im 18. Jahrhundert errichtet. Gryllefjord ist Anlegestelle der in den Sommermonaten verkehrenden Autofähre über den Andfjord nach Andenes auf der Insel Andøya.